# Carol Vogel
Carol Vogel (8 maart 1942 – 22 november 2017) was een Amerikaans actrice. 
Carol Vogel was van 1979 tot 1984 getrouwd met acteur Jared Martin.

## Filmografie
- Depraved! (1967)
- The Ghastly Ones (1968)
- Hi, Mom! (1970)
- Intimate Strangers (1977)
- Homeward Bound (1980)
- Bogie (1980)
- Joshua's World (1980)
- Twilight Zone: The Movie (1983, niet op aftiteling)
- Fabulous Shiksa in Distress (2003)

## Televisieseries
- Bonanza (1972)
- The F.B.I. (1973)
- Hawkins (1974)
- The Rockford Files (1975)
- Gunsmoke (1975)
- Switch (1976)
- Serpico (1976)
- Hawaii Five-O (1976)
- Barnaby Jones (1977)
- CHiPs (1978)
- How the West Was Won (1979)
- Wonder Woman (1979)
- The Phoenix (1982)
- Automan (1983)
- Hotel (1985)
- Highway to Heaven (1986)
- Starman (1987)
- Newhart (1987)